# Horst Urban (Rennrodler)
Horst Urban (* 15. Mai 1936 in Jablonec nad Nisou; † 2. März 2010 in Smržovka) war ein tschechoslowakischer Rennrodler.

## Werdegang
Urban startete vorrangig mit seinem Bruder Roland Urban im Doppelsitzer der Rennrodler, ging aber auch im Einsitzer an den Start. Bei den Olympischen Winterspielen 1964 in Innsbruck startete er in beiden Disziplinen und erreichte im Einsitzer sowie im Doppelsitzer Rang 12. Bei den Rennrodel-Weltmeisterschaften 1965 startete Urban im Einsitzer und belegte nur knapp hinter den Medaillenrängen den vierten Platz. Bei seinen zweiten Olympischen Winterspielen 1968 in Grenoble erreichte er im Einzel Rang 25, bevor er im Doppelsitzer mit seinem Bruder erneut auf den 12. Platz fuhr.
Nach seiner aktiven Karriere engagierte sich Urban für das Rodeln in Smržovka, wo er sich in den 1970er Jahren für den Bau einer neuen Rodelbahn einsetzte. Sein Sohn Petr Urban startete 1988 und 1992 ebenfalls als Rennrodler bei den Olympischen Spielen.